# مارتن بروفتون
مارتن بروفتون (بالإنجليزية: Martin Broughton)‏ هو شخصية أعمال ولاعب كرة قدم بريطاني، ولد في 15 أبريل 1947 في لندن في المملكة المتحدة.

## وصلات خارجية
- مارتن بروفتون على موقع إن إن دي بي (الإنجليزية)